# Vitärtskällan
Vitärtskällan är ett naturreservat på östra sidan av Kappelshamnsviken på norra Gotland, namngivet efter den källa som spinger fram ur strandvallen i naturreservatet.
Källan rinner fram ur strandvallarnas högre partier, där finare material spolats bort och lämnat kvar grov sand och grus. Strandvallarna lagrar därför vatten liknande en rullstensås. Källan har gett upphov till en rik källkärrsflora, men det kalla källvattnet gör att många arter blommar senare här än på andra platser. Bland dess arter märks förutom en rik flora av gräs- och starrarter, majviva, kärrlilja, sumpnycklar, flugblomster, kärrknipprot, brudsporre, gräsull och kärrtistel.